# Verricourt
Verricourt est une commune française, située dans le département de l'Aube en région Grand Est.

## Géographie
|                    | Coclois    | Brillecourt |
| Avant-lès-Ramerupt | Verricourt | Magnicourt  |
| Longsols           | Pougy      |             |

Le cadastre de 1837 cite les bois de Gilet, des-Dames, de Jeanne ; le Closet, la Héronnière, VilleGrange, Vivaseaux.

### Hydrographie
La commune est dans la région hydrographique « la Seine de sa source au confluent de l'Oise (exclu) » au sein du bassin Seine-Normandie. Elle est drainée par l'Auzon, le Longsols, l'Auzon et le Longsols,.
L'Auzon, d'une longueur de 40 km, prend sa source dans la commune de Piney et se jette  dans l'Aube à Morembert, après avoir traversé neuf communes. 
Le Longsols, d'une longueur de 17 km, prend sa source dans la commune de Rouilly-Sacey et se jette  dans l'Auzon à Brévonnes, après avoir traversé sept communes. 

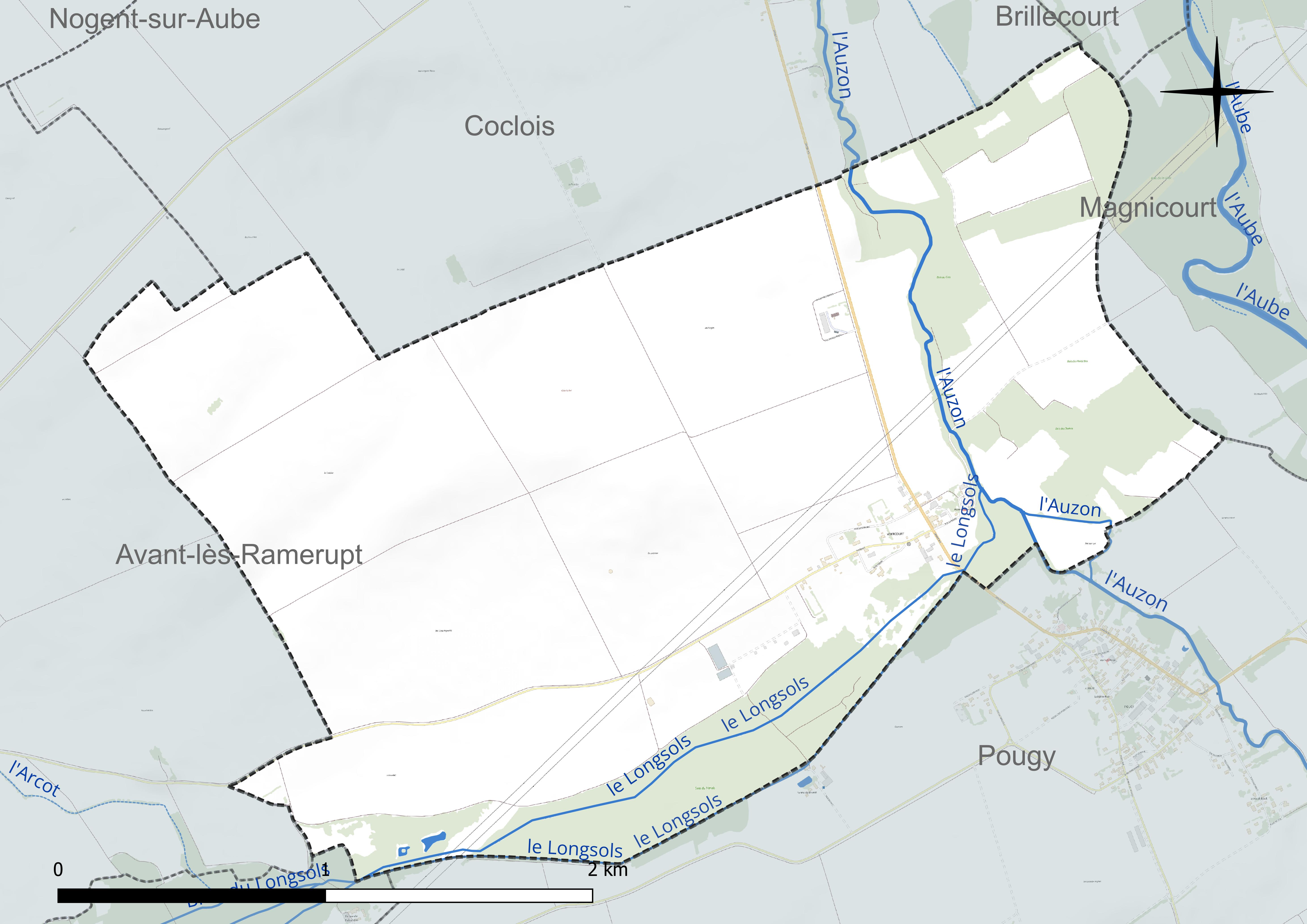
Réseau hydrographique de Verricourt.

### Climat
Pour des articles plus généraux, voir Climat du Grand Est et Climat de l'Aube.
En 2010, le climat de la commune est de type climat océanique dégradé des plaines du Centre et du Nord, selon une étude du Centre national de la recherche scientifique s'appuyant sur une série de données couvrant la période 1971-2000. En 2020, Météo-France publie une typologie des climats de la France métropolitaine dans laquelle la commune est exposée à un climat océanique altéré et est dans la région climatique  Nord-est du bassin Parisien, caractérisée par un ensoleillement médiocre, une pluviométrie moyenne régulièrement répartie au cours de l’année et un hiver froid (3 °C). 
Pour la période 1971-2000, la température annuelle moyenne est de 10,6 °C, avec une amplitude thermique annuelle de 15,9 °C. Le cumul annuel moyen de précipitations est de 726 mm, avec 12 jours de précipitations en janvier et 8,2 jours en juillet. Pour la période 1991-2020, la température moyenne annuelle observée sur la station météorologique de Météo-France la plus proche, « Mathaux-Étape », sur la commune de Mathaux à 13 km à vol d'oiseau, est de 11,5 °C et le cumul annuel moyen de précipitations est de 733,9 mm. 
La température maximale relevée sur cette station est de 41,5 °C, atteinte le 25 juillet 2019 ; la température minimale est de −18 °C, atteinte le 2 janvier 1997,,. 
Les paramètres climatiques de la commune ont été estimés pour le milieu du siècle (2041-2070) selon différents scénarios d'émission de gaz à effet de serre à partir des nouvelles projections climatiques de référence DRIAS-2020. Ils sont consultables sur un site dédié publié par Météo-France en novembre 2022.

## Urbanisme

### Typologie
Au 1er janvier 2024, Verricourt est catégorisée commune rurale à habitat très dispersé, selon la nouvelle grille communale de densité à 7 niveaux définie par l'Insee en 2022.
Elle est située hors unité urbaine. Par ailleurs la commune fait partie de l'aire d'attraction de Troyes, dont elle est une commune de la couronne,. Cette aire, qui regroupe 209 communes, est catégorisée dans les aires de 200 000 à moins de 700 000 habitants,.

### Occupation des sols
L'occupation des sols de la commune, telle qu'elle ressort de la base de données européenne d’occupation biophysique des sols Corine Land Cover (CLC), est marquée par l'importance des territoires agricoles (81 % en 2018), une proportion sensiblement équivalente à celle de 1990 (80,9 %). La répartition détaillée en 2018 est la suivante : 
terres arables (71,4 %), forêts (19 %), zones agricoles hétérogènes (9,6 %). L'évolution de l’occupation des sols de la commune et de ses infrastructures peut être observée sur les différentes représentations cartographiques du territoire : la carte de Cassini (XVIIIe siècle), la carte d'état-major (1820-1866) et les cartes ou photos aériennes de l'IGN pour la période actuelle (1950 à aujourd'hui).

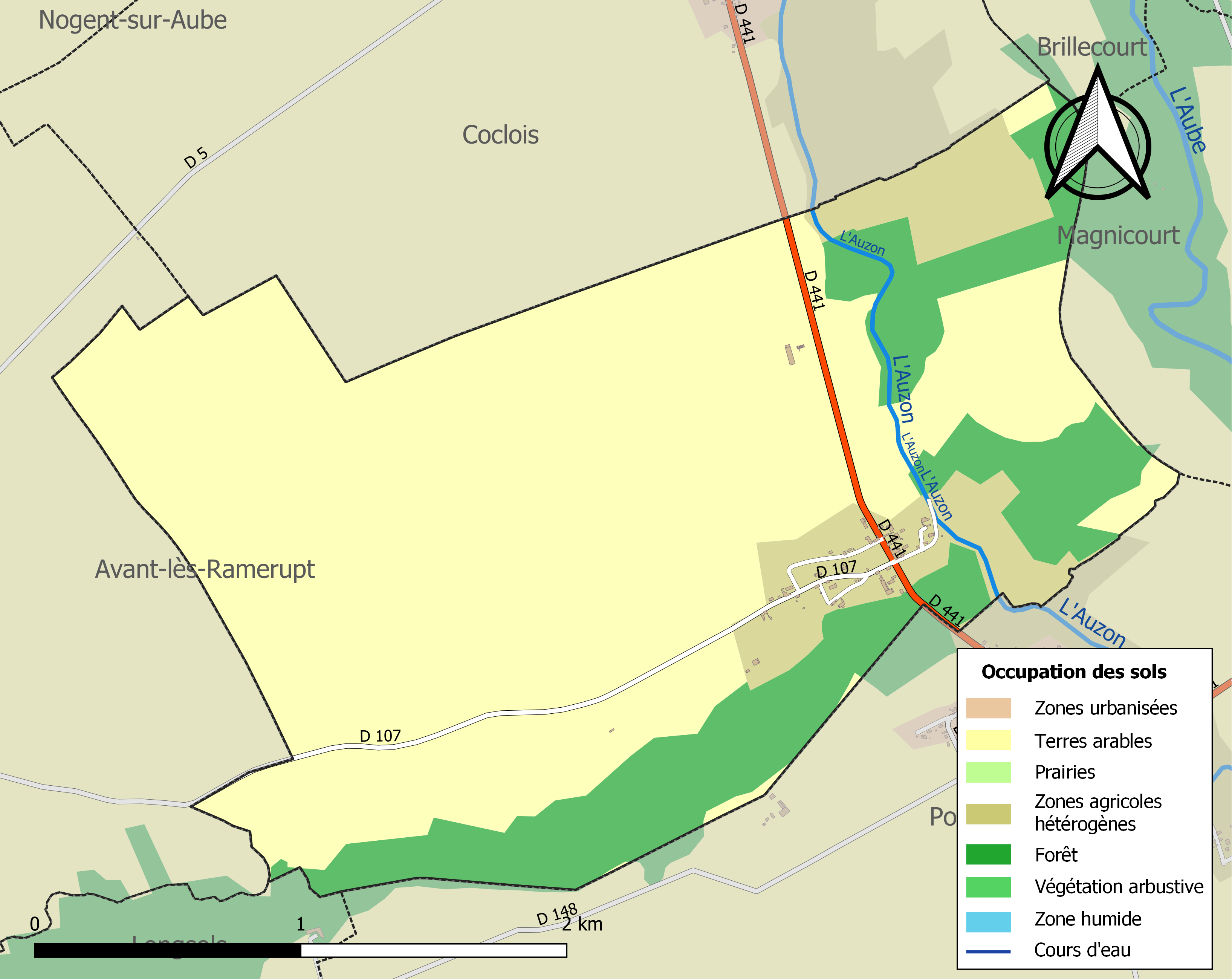
Carte des infrastructures et de l'occupation des sols de la commune en 2018 (CLC).

## Histoire
Il y avait une famille Verricourt au XIIe siècle sans qu'il soit possible de dire s'ils étaient seigneurs du lieu. La famille de Maisières en était seigneur du XVe siècle jusqu'au XVIIe siècle, ensuite ce furent les Réaulx au XVIIIe siècle.

En 1789, Verricourt était en l'intendance et la généralité de Châlons, en l'élection de Troyes et au bailliage de Chaumont.

### Vivaseaux
C'était un moulin sur l'Auzon  qui a appartenu à l'abbaye de la Piété-Dieu-lès-Ramerupt et est cité jusqu'au XVIIe siècle. Il y avait aussi une maison-Dieu qui dépendait de celle de Chalette et dépendait de l'abbaye Saint-Loup de Troyes depuis 1206. Elle avait été fondée par Erard de Brienne mais fut détruite par la guerre de Cent Ans vers 1415. Les bâtiments étaient encore loués au XVIIIe siècle.

## Politique et administration
| Période                                  | Période  | Identité                                  | Étiquette | Qualité     |
| ---------------------------------------- | -------- | ----------------------------------------- | --------- | ----------- |
| avant 1995                               | 2014     | M. Robert Lermite                         |           |             |
| mars 2014                                | En cours | Mme Céline Réélu pour le mandat 2020-2026 | DVG       | Professeure |
| Les données manquantes sont à compléter. |          |                                           |           |             |

## Démographie

### Évolution démographique
L'évolution du nombre d'habitants est connue à travers les recensements de la population effectués dans la commune depuis 1793. Pour les communes de moins de 10 000 habitants, une enquête de recensement portant sur toute la population est réalisée tous les cinq ans, les populations de référence des années intermédiaires étant quant à elles estimées par interpolation ou extrapolation. Pour la commune, le premier recensement exhaustif entrant dans le cadre du nouveau dispositif a été réalisé en 2005.

En 2022, la commune comptait 60 habitants, en évolution de +13,21 % par rapport à 2016 (Aube : +0,7 %, France hors Mayotte : +2,11 %).
| 1793 | 1800 | 1806 | 1821 | 1831 | 1836 | 1841 | 1846 | 1851 |
| ---- | ---- | ---- | ---- | ---- | ---- | ---- | ---- | ---- |
| 128  | 138  | 115  | 137  | 149  | 148  | 125  | 124  | 107  |

| 1856 | 1861 | 1866 | 1872 | 1876 | 1881 | 1886 | 1891 | 1896 |
| ---- | ---- | ---- | ---- | ---- | ---- | ---- | ---- | ---- |
| 114  | 110  | 109  | 101  | 101  | 93   | 78   | 76   | 71   |

| 1901 | 1906 | 1911 | 1921 | 1926 | 1931 | 1936 | 1946 | 1954 |
| ---- | ---- | ---- | ---- | ---- | ---- | ---- | ---- | ---- |
| 76   | 81   | 72   | 70   | 58   | 56   | 68   | 67   | 63   |

| 1962 | 1968 | 1975 | 1982 | 1990 | 1999 | 2005 | 2006 | 2010 |
| ---- | ---- | ---- | ---- | ---- | ---- | ---- | ---- | ---- |
| 65   | 58   | 50   | 30   | 38   | 44   | 42   | 42   | 41   |

| 2015 | 2020 | 2022 | - | - | - | - | - | - |
| ---- | ---- | ---- | - | - | - | - | - | - |
| 48   | 58   | 60   | - | - | - | - | - | - |

### Pyramide des âges
En 2018, le taux de personnes d'un âge inférieur à 30 ans s'élève à 31 %, soit en dessous de la moyenne départementale (35,2 %). À l'inverse, le taux de personnes d'âge supérieur à 60 ans est de 27,5 % la même année, alors qu'il est de 27,7 % au niveau départemental.
En 2018, la commune comptait 24 hommes pour 31 femmes, soit un taux de 56,36 % de femmes, largement supérieur au taux départemental (51,41 %).
Les pyramides des âges de la commune et du département s'établissent comme suit.
| Hommes | Classe d’âge | Femmes |
| ------ | ------------ | ------ |
| 0,0    | 90 ou +      | 0,0    |
| 20,0   | 75-89 ans    | 15,2   |
| 8,0    | 60-74 ans    | 12,1   |
| 16,0   | 45-59 ans    | 18,2   |
| 24,0   | 30-44 ans    | 24,2   |
| 12,0   | 15-29 ans    | 9,1    |
| 20,0   | 0-14 ans     | 21,2   |

| Hommes | Classe d’âge | Femmes |
| ------ | ------------ | ------ |
| 0,8    | 90 ou +      | 2,1    |
| 7,4    | 75-89 ans    | 10,2   |
| 17,4   | 60-74 ans    | 18,4   |
| 19,4   | 45-59 ans    | 19     |
| 17,8   | 30-44 ans    | 17,3   |
| 18,3   | 15-29 ans    | 15,9   |
| 19     | 0-14 ans     | 17,1   |

## Lieux et monuments
La paroisse était au doyenné de Brienne et à la présentation du chapitre de Pougy puis à l'entière collation de l'évêque. Elle avait comme succursale Pougy. L'église Saint-Nicolas, du XVIe siècle, est en partie voutée. Elle possède entre autres comme mobilier une Marie à l'Enfant en bois avec des traces de polychromie. Une dalle de Iehan Soullier.